# Gongjing

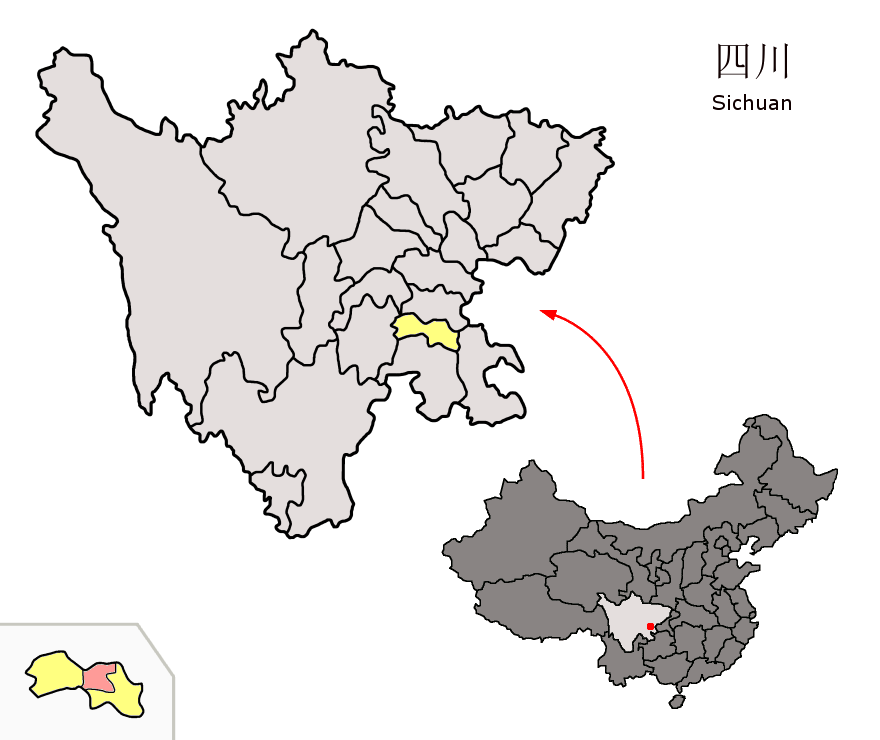
Lage der Stadtbezirke (rosa) der bezirksfreien Stadt Zigong (gelb) in Sichuan.

Der Stadtbezirk Gongjing (chinesisch 贡井区, Pinyin Gòngjǐng Qū) ist ein Stadtbezirk der bezirksfreien Stadt Zigong in der chinesischen Provinz Sichuan. Er hat eine Fläche von 406,9 km² und zählt 226.704 Einwohner (Stand: Zensus 2020).

## Administrative Gliederung
Auf Gemeindeebene setzt sich der Stadtbezirk aus zwei Straßenvierteln, neun Großgemeinden und zwei Gemeinden zusammen. 